# Blondie on a Budget
Blondie on a Budget är en amerikansk komedifilm från 1940 i regi av Frank R. Strayer. I huvudrollerna ses Penny Singleton, Arthur Lake och Rita Hayworth.

## Rollista i urval
- Penny Singleton - Blondie Bumstead
- Arthur Lake - Dagwood Bumstead
- Rita Hayworth - Joan Forrester
- Danny Mummert - Alvin Fuddle
- Larry Simms - Baby Dumpling Bumstead
- Don Beddoe - Marvin Williams
- John Qualen - Mr. Ed Fuddle
- Fay Helm - Mrs. Fuddle
- Irving Bacon - Brevbärare
- Thurston Hall - Brice
- William Brisbane - Teaterchef